# Riza Zalameda
Riza Zalameda (Los Angeles, 10 februari 1986) is een professioneel tennisspeelster uit de Verenigde Staten van Amerika. Zij werd in Los Angeles geboren uit Filipijnse ouders. Op haar vijfde begon zij met tennis. Haar favoriete ondergrond is hardcourt.
In 2005 won zij haar eerste ITF-toernooi in Manilla, in zowel het enkel- als het dubbelspel. Tot op hedennovember 2013 veroverde zij twee ITF-titels in het enkelspel en zes in het dubbelspel.
Op de Zuidoost-Aziatische Spelen (waar zij uitkwam voor de Filipijnen) veroverde zij in totaal vijf medailles:
- in 2005: brons in het vrouwendubbelspel, goud in het gemengd dubbelspel
- in 2009: brons in het vrouwenenkelspel, zilver in het vrouwendubbelspel, brons in het gemengd dubbelspel

Sinds februari 2011 heeft zij niet meer gespeeld, wegens blessures.

## Posities op deWTA-ranglijst
Positie per einde seizoen:
| jaartal | rank enkel | rank dubbel |
| ------- | ---------- | ----------- |
| 2010    | 853        | 123         |
| 2009    | –          | 95          |
| 2008    | –          | 222         |
| 2007    | –          | –           |
| 2006    | 639        | 669         |
| 2005    | 858        | 417         |
| 2004    | 1115       | 379         |
| 2003    | –          | 723         |
| 2002    | 909        | –           |

## Prestatietabel
| Legenda | Legenda                          |
| ------- | -------------------------------- |
| g.t.    | geen toernooi gehouden           |
| l.c.    | lagere categorie                 |
| –       | niet deelgenomen                 |
| G       | uitgeschakeld in de groepsfase   |
| 1R      | uitgeschakeld in de eerste ronde |
| 2R      | uitgeschakeld in de tweede ronde |
| 3R      | uitgeschakeld in de derde ronde  |
| 4R      | uitgeschakeld in de vierde ronde |
| KF      | uitgeschakeld in de kwartfinale  |
| HF      | uitgeschakeld in de halve finale |
| F       | de finale verloren               |
| W       | het toernooi gewonnen            |
| w-v     | winst/verlies-balans             |

### Grand slam, vrouwendubbelspel
| Toernooi        | 2003 | 2004 |    | 2008 | 2009 | 2010 |
| --------------- | ---- | ---- | -- | ---- | ---- | ---- |
| Australian Open | –    | –    | –  | –    | –    |      |
| Roland Garros   | –    | –    | –  | –    | 1R   |      |
| Wimbledon       | –    | –    | –  | –    | 1R   |      |
| US Open         | 1R   | 2R   | 2R | 1R   | 1R   |      |

### Grand slam, gemengd dubbelspel
| Toernooi        | 2008 |
| --------------- | ---- |
| Australian Open | –    |
| Roland Garros   | –    |
| Wimbledon       | –    |
| US Open         | 1R   |